# Scaphoidella acaudata
Scaphoidella acaudata är en insektsart som beskrevs av Zhang och Dai 2006. Scaphoidella acaudata ingår i släktet Scaphoidella och familjen dvärgstritar. Inga underarter finns listade i Catalogue of Life.